# Ausfertigung (Mitgift)
Eine Ausfertigung wird üblicherweise als Teil der Aussteuer (Heiratsgut bzw. Mitgift) angesehen.

## Definition
Die Aussteuer wurde meist in Geld, Grundstücken oder Kühen von der Braut mit in die Ehe gebracht.
Eine Ausfertigung dagegen wurde nur von der Braut ihrem Bräutigam versprochen. Beispiele, wonach der Hochzeiter eine "Ausfertigung" mit in die Ehe mitgebracht habe, sind höchst selten. Nach den Statutarrechten des Königreiches Bayern wurde die Ausfertigung im Landgericht Lindau als Geschenk der Braut an ihren Bräutigam betrachtet: "Geschenke vor der Hochzeit 1. Die von der Frau zugebrachte Ausfertigung, Mobilien, Fahrniß, und was zu ihrem Leib gehörig" Zitat von
Demnach ist die Ausfertigung im Gegensatz zur Aussteuer eine freiwillige (aber meist übliche) Leistung der Braut oder ihrer Eltern an den Hochzeiter.

## Gegenstände der Ausfertigung
Zur Ausfertigung zählten nur Gegenstände, die auf dem Brautwagen „am Hochzeitstag zum Haus des Bräutigams gebracht“ wurden. Sie waren früher offenbar allgemein bekannt und sind deshalb in den Briefprotokollen des Hochstifts Augsburg im Einzelnen nie präzisiert. Es gehörten dazu:
- die Kleidung der Braut (Brautkleid)[4]
- ihre Schlafstatt (die Bettstatt mit Kissen, Polster oder Strohsack, Betttüchern und Überzügen) und
- Möbel (Kleiderkasten, Truhe, auch Speistruhe)[5]

## Höhe der Ausfertigung
Besonders bei Heiraten von Töchtern mit hohen Aussteuern (ca. 500 Gulden und mehr) wird öfters die Bezeichnung „standesgemäße“ Ausfertigung gebraucht. Dann konnte ihr Wert schon einmal 100 Gulden betragen. Sonst aber wird ihre Höhe mehrmals nur mit etwa 30 Gulden angegeben.